# Xu Jue
Xu Jue (许珏S), nome di cortesia Jing Shan (静山S), in seguito conosciuto come Fuan (复庵S), (Wuxi, 1843 – Repubblica di Cina, 24 ottobre 1916) è stato un diplomatico cinese, primo inviato diplomatico speciale cinese in Italia.

## Origini
Nel tardo periodo della dinastia Qing, il rappresentante inviato in Italia era un diplomatico nominato dal governo cinese con l'incarico di gestire gli affari diplomatici tra la Cina e il Regno d'Italia. I suoi compiti includevano il rafforzamento delle relazioni bilaterali, la gestione delle questioni commerciali e culturali legate all'Italia e la tutela degli interessi cinesi.
Durante il tardo periodo Qing, la Cina iniziò progressivamente a instaurare relazioni diplomatiche moderne con le potenze occidentali, inviando rappresentanti all'estero come parte di questa strategia. Gli inviati in Italia erano rappresentanti ufficiali che rivestivano un ruolo chiave nella difesa degli interessi nazionali, ma a causa della debolezza del governo Qing, si trovavano spesso ad affrontare una situazione internazionale complessa e risorse limitate.
Dopo l'unificazione italiana nel 1861, la Cina avviò progressivamente relazioni diplomatiche con il Regno d'Italia. Tuttavia, solo verso la fine del XIX secolo si iniziò a stabilire un corpo diplomatico regolare.
Nell'agosto del 1866, l'Italia inviò un inviato speciale, Vittorio Arminjon, per negoziare e firmare un trattato commerciale con il governo cinese. Tuttavia, la flotta guidata da Arminjon si recò immediatamente a Pechino senza un'approvazione ufficiale. Il governo cinese avrebbe dovuto rifiutare, ma a causa della sconfitta subita durante le Guerre dell'Oppio, adottò un atteggiamento debole e conciliante verso le potenze occidentali. Dopo le trattative, le due parti firmarono il Trattato commerciale sino-italiano（《中意通商条约》）, i cui punti principali includevano:
1. Scambio di rappresentanti diplomatici tra Cina e Italia.[3]
2. Protezione per i missionari cattolici italiani in Cina, con la clausola che prevedeva: "Tutti i cittadini cinesi che desiderano professare il cattolicesimo e rispettano le leggi non saranno sottoposti a restrizioni o punizioni".
3. Diritto per l'Italia di affittare terreni, costruire edifici, chiese e ospedali nei porti aperti al commercio in Cina.
4. Diritto di giurisdizione consolare per l'Italia: "Tutti i casi riguardanti i cittadini italiani, sia di natura personale che patrimoniale, saranno giudicati dal console italiano. Nel caso di controversie tra italiani e cittadini di altre nazioni, queste saranno regolate in base agli accordi stipulati tra l'Italia e il paese interessato, senza coinvolgere direttamente il governo cinese. Inoltre, in caso di controversie tra cittadini italiani e cinesi, il console italiano deve tentare prima una mediazione per evitare il ricorso ai tribunali. Allo stesso modo, se un cittadino cinese presenta una denuncia contro un italiano, il console italiano deve esaminare il caso e cercare di risolverlo pacificamente".
5. Clausola della nazione più favorita per l'Italia: i commercianti italiani in Cina dovevano pagare dazi doganali in argento, che poteva essere sotto forma di lingotti o monete straniere, con lo stesso trattamento concesso ai commercianti di altre nazioni per garantire parità di condizioni.[4]

Di conseguenza, i prodotti italiani potevano circolare liberamente nei porti aperti al commercio in Cina e godevano di una bassa tariffa doganale del 5%, garantendo un vantaggio competitivo nei confronti dei prodotti locali cinesi. Questo trattato, firmato nel 1866, gettò le basi per i successivi scambi commerciali tra Cina e Italia, segnando l'inizio di relazioni diplomatiche moderne tra i due paesi e consolidando il ruolo dell'Italia nelle relazioni diplomatiche con la Cina.
In base a questo accordo, l'Italia iniziò a inviare i suoi ministri plenipotenziari in Cina a partire dal 1869, mentre il governo cinese, nel 1881, inviò il suo ministro plenipotenziario in Italia, rappresentato da Li Fengbao, che svolgeva contemporaneamente il ruolo di ministro presso la Germania. Nel 1902, il governo Qing istituì ufficialmente la nomina di un inviato residente rispettivamente in Belgio, Italia e Austria. Durante gli anni di pratica diplomatica, il governo Qing imparò progressivamente dagli standard occidentali. Nel 1907, il Ministero degli Affari Esteri (外务部) revisionò e aggiornò il "Regolamento per le missioni diplomatiche"（《出使章程》） del 1876, introducendo importanti riforme al sistema delle missioni diplomatiche.
Per quanto riguarda i regolamenti relativi alla legazione in Italia, il nuovo sistema prevedeva:
- Le legazioni in Austria, Italia, Belgio e Paesi Bassi rientravano nella seconda categoria.
- Ogni legazione disponeva di 1 inviato di seconda classe, 1 consigliere di seconda classe, 1 interprete di seconda classe, 1 segretario di prima classe, 1 segretario di seconda classe e 1 assistente segretario, per un totale di 6 funzionari assegnati a ciascuna sede.[5]

Gli inviati in Italia, inizialmente designati con incarichi secondari e condivisi con altri paesi, furono in seguito nominati in via esclusiva. Ci furono quattro inviati principali: Xu Jue, Huang Gao (黄诰), Qian Xun (钱恂) e Wu Zonglian (吴宗濂).

## Biografia
Nel quarto anno del regno Tongzhi (1865), Xu Jue superò l'esame per diventare xiucai (studente talento). Per tre anni fu invitato dal supervisore accademico dello Shanxi, Zhu Zaishan, a collaborare alla revisione delle prove per gli esami imperiali. Nel terzo anno del regno Guangxu (1877), entrò a far parte dello staff del governatore del Sichuan, Ding Baozhen. Nell'ottavo anno del regno Guangxu (1882), superò l'esame provinciale e divenne membro dello staff del Ministro delle Finanze Yan Jingming.
Nell'undicesimo anno del regno Guangxu (1885), su raccomandazione di Yan Jingming, accompagnò Zhang Yinhuan in missione diplomatica negli Stati Uniti, in Spagna e in Perù. Nel quindicesimo anno del regno Guangxu (1889), con il ruolo di consigliere (参赞, canzan), seguì Xue Fucheng in una missione diplomatica in Inghilterra, Francia, Italia e Belgio. Nel diciannovesimo anno del regno Guangxu (1893), ancora come consigliere, accompagnò Yang Ru negli Stati Uniti. Nel ventunesimo anno del regno Guangxu (1895), si dimise per motivi di salute e tornò in Cina. Successivamente lavorò come collaboratore di Zhang Zhidong e altri importanti funzionari.
Nel ventisettesimo anno del regno Guangxu (1901), su ordine imperiale e con il rango di daoyuan (commissario), fu inviato nel Guangdong per sovrintendere alle questioni doganali. Nel ventottesimo anno del regno Guangxu (1902), gli fu assegnato il titolo onorario di funzionario di quarta classe e fu nominato ambasciatore in Italia. Durante il suo soggiorno in Italia, si dedicò allo studio delle politiche interne, estere ed economiche del Paese, incaricando i traduttori di tradurre libri e documenti da presentare alla corte Qing, con la richiesta di apprendere dai sistemi fiscali dei Paesi occidentali.
Nel trentaduesimo anno del regno Guangxu (1906), terminato il mandato, tornò in patria. Nel trentaquattresimo anno del regno Guangxu (1908) fu nominato commissario del Guangdong. Dopo la Rivoluzione Xinhai del 1911 si ritirò dalla vita politica. Morì il 24 ottobre del quinto anno (1916) della Repubblica di Cina (attuale Taiwan) all'età di 73 anni.

## Attività diplomatiche

### 1885: Missione negli Stati Uniti, Spagna e Perù con Zhang Yinhuan
Nell'undicesimo anno del regno Guangxu (1885), Xu Jue accompagnò Zhang Yinhuan in missione diplomatica negli Stati Uniti, in Spagna e in Perù, con il ruolo di consigliere (参赞, canzan). La missione aveva come obiettivo il rafforzamento delle relazioni diplomatiche tra la Cina e i paesi occidentali, la tutela dei diritti degli emigranti cinesi e lo studio dei sistemi politici, economici e culturali di queste nazioni. Fu la prima esperienza diplomatica di rilievo per Xu Jue, che pose le basi per la sua futura carriera.

### 1889: Missione nel Regno Unito, Francia, Italia e Belgio con Xue Fucheng
Nel quindicesimo anno del regno Guangxu (1889), Xu Jue fu inviato come consigliere insieme a Xue Fucheng in una missione diplomatica nel Regno Unito, in Francia, in Italia e in Belgio. Questa missione mirava principalmente a ricostruire le relazioni tra la Cina e le potenze europee dopo la guerra franco-cinese e a studiare i sistemi di governo occidentali. Durante il soggiorno, Xu Jue analizzò in dettaglio il sistema parlamentare britannico, la politica e la cultura francese, l'amministrazione interna italiana e lo sviluppo industriale del Belgio, fornendo alla corte Qing numerosi rapporti sul processo di modernizzazione occidentale.

### 1893: Missione negli Stati Uniti con Yang Ru
Nel diciannovesimo anno del regno Guangxu (1893), Xu Jue seguì Yang Ru negli Stati Uniti come consigliere. La missione era focalizzata sulla risoluzione delle tensioni diplomatiche tra Cina e Stati Uniti, in particolare sulla tutela dei diritti dei lavoratori cinesi e sulla mitigazione delle politiche anti-cinesi. Xu Jue si impegnò attivamente nei negoziati, contribuendo a migliorare le relazioni sino-americane e a proteggere i diritti degli emigranti cinesi.

### 1902: Primo inviato ufficiale in Italia
Nel ventottesimo anno del regno Guangxu (1902), Xu Jue fu nominato ambasciatore in Italia, diventando il primo inviato ufficiale cinese nel paese. Durante il suo mandato, Xu studiò approfonditamente la politica interna, la diplomazia e l'economia italiane, incaricando i traduttori di preparare rapporti e traduzioni di testi italiani per la corte Qing. Propose inoltre di adottare alcuni dei metodi di gestione fiscale occidentali per riformare il sistema finanziario cinese.

## Memorie e scritti
In qualità di primo ministro italiano, Xu Jue era molto interessato alle politiche economiche del governo italiano e presiedette alla traduzione di una grande quantità di informazioni sull'economia italiana per la consultazione e la riforma del governo Qing.
- "Esame Completo delle Finanze Italiane"（tradotto dal cinese《意大利财政汇考》).Compilato dal Ministro delle Finanze italiano, 濮鹭（Pu Lu）[7], tradotto da Zhai Qingsong, rivisto e prefato da Xu Jue nel 1903. Durante la traduzione, il contenuto del libro è stato suddiviso in capitoli e sottosezioni con titoli aggiuntivi per maggiore chiarezza. Inoltre, Xu Jue ha inserito annotazioni alla fine di ogni capitolo per facilitare la comprensione dei lettori. Xu ha elogiato il libro per la sua chiarezza e per il fatto che riflette in modo completo la situazione delle entrate e delle spese dello Stato italiano.
- "Tariffe doganali"(关卡税则).Le tariffe doganali italiane furono inizialmente tradotte in francese da un italiano di nome 毕梯蓬（Bi Tipeng）[8] e successivamente tradotte in cinese da Zhai Qingsong sotto la supervisione di Xu Jue, un processo che durò quattro mesi. Per facilitarne l'uso, Xu Jue ha semplificato il contenuto complesso del libro e ha aggiunto un "Confronto tra i sistemi fiscali e monetari cinesi e italiani" alla fine del volume. Attraverso lo studio delle tariffe, Xu Jue ha osservato che, sebbene l'Italia avesse un saldo commerciale negativo, grazie a un sistema fiscale ben organizzato riusciva comunque a prosperare. Al contrario, in Cina, la tassazione era vaga e uniforme (5% per tutte le merci), portando al declino del commercio. Xu ha anche rilevato che la tassa cinese sull'oppio era molto inferiore a quella italiana sui sigari, sottolineando la gravità della perdita di sovranità fiscale.
- "Sintesi sul Monopolio del Tabacco in Italia"(《意大利榷烟志略》)Dopo aver completato la traduzione delle tariffe doganali, Xu Jue ha approfondito il tema delle tasse sul tabacco in Italia. Egli ha scoperto l'importanza del monopolio del tabacco per le finanze italiane, una lezione preziosa per la Cina, che all'epoca stava cercando soluzioni per coprire le proprie riparazioni di guerra. Xu suggerì di "adottare una tassazione simile a quella italiana sul tabacco". Per comprendere meglio il sistema italiano, Xu supervisionò la traduzione del libro "Sintesi sul Monopolio del Tabacco in Italia", un compendio di leggi e regolamenti sul tabacco. Il testo, inizialmente tradotto in francese da Bittipon e successivamente in cinese da Zhai Qingsong e altri, includeva 46 leggi e 140 regolamenti. Xu sottolineò l'importanza di una legislazione chiara e di una rigorosa supervisione per garantire l'efficacia delle politiche fiscali.
- "Compilazione delle Norme e Regolamenti sui Titoli di Stato"(《国债册律章程汇编》)。Questo libro è stato tradotto per assistere il governo cinese nella raccolta di fondi. Xu Jue osservò che, nei paesi occidentali, sia forti che deboli, l'emissione di titoli di Stato era una pratica comune ed efficace per promuovere lo sviluppo nazionale. Al contrario, la Cina dipendeva fortemente dai prestiti esteri, un fattore che limitava la propria autonomia. Xu promosse l'adozione di titoli di Stato come mezzo per rafforzare la potenza nazionale.
- "Regolamento Bancario del Regno d'Italia"(《义国银行章程》)。Nel 1907, il Gran Consiglio di Stato cinese decise di istituire una banca nazionale e incaricò i ministri in Gran Bretagna, Francia, Germania, Stati Uniti, Russia, Austria, Italia e Belgio di tradurre i regolamenti bancari di quei paesi. Xu Jue fece tradurre il "Regolamento Bancario del Regno d'Italia". Inoltre, Xu sovrintese alla traduzione di un elenco intitolato "Prezzi di Vendita dei Prodotti del Tabacco in Italia", che poteva essere utilizzato insieme al "Sintesi sul Monopolio del Tabacco in Italia". Infine, Xu promosse anche la traduzione di testi come il "Diario dell'Accademia Agraria" e il "Diario dell'Accademia della Seta", contribuendo alla diffusione della cultura italiana in Cina.[9]
- Opere personali di Xu Jue. Tra le opere lasciate da Xu Jue vi sono: "Collezione Postuma di Fu'an", "Raccolta di Prose di Fu'an", "Raccolta di Poesie di Fu'an" e "Lettere di Fu'an"(《复庵遗集》、《复庵文集》、《复庵诗集》、《复庵书札》). La "Collezione Postuma di Fu'an" è composta da ventiquattro volumi, con una prefazione di Qin Dunshi, un ritratto di Xu Jue, un'ode di Chen Baozhen al ritratto e un epitaffio. Alla fine del testo sono inclusi una postfazione e una "Tavola di Correzioni". La raccolta copre il periodo tra l'ottobre del 1898 (24º anno del regno Guangxu) e l'agosto del 1911 (3º anno del regno Xuantong). Comprende tre volumi di Memoriali (《奏议》), un volume di documenti diplomatici (《出使公牍》), due volumi di corrispondenza(《佐轺牍存》), due volumi sul divieto dell'oppio (《禁烟牍存》), quattro volumi di prose, due di poesie, cinque di lettere personali e un volume di lettere familiari selezionate.[10] I contenuti trattano prevalentemente le relazioni internazionali della tarda dinastia Qing, con particolare attenzione alle politiche anti-immigrazione in America contro i lavoratori cinesi.

## Storia e figure correlate

### I Quattro Ambasciatori
Dal 1092, anno in cui il governo Qing inviò Xu Jue fino alla caduta della dinastia Qing, ci sono stati quattro ambasciatori cinesi in Italia. Tutti e quattro sono nati a metà del XIX secolo e sono cresciuti in un periodo di grande turbolenza per la Cina. Le loro origini e esperienze di vita erano molto diverse tra loro.
Il secondo ambasciatore, Huang Gao(黄诰), nome di cortesia Xuanting(宣廷). Nel 1898, durante il regno dell'Imperatore Guangxu, ottenne il quinto posto al secondo esame di dottorato e proveniva dalla tradizionale carriera accademica imperiale. Nel 1899, Huang Gao fu nominato insegnante di lingua cinese presso la scuola Tongwen Guan di Canton. Nel 1905, l'Imperatore Guangxu lo nominò Ambasciatore in Italia.
Il terzo ambasciatore, Qian Xun(钱恂), nome di cortesia Nianqu(念劬),aveva anch'egli esperienza diplomatica. Nativo della provincia di Zhili, nel 1889 accompagnò Xue Fucheng nelle missioni diplomatiche in Gran Bretagna, Francia, Italia e Belgio. Tornato in Cina, lavorò come assistente per Zhang Zhidong nelle riforme industriali. Nello stesso anno, fu nominato sovrintendente per gli studenti cinesi in Giappone e nel 1890 fu assegnato come consigliere dell'Ambasciata cinese in Russia. Nel 1905, fu designato consigliere della missione diplomatica per l'esame delle costituzioni occidentali e nel 1907 fu nominato Ambasciatore in Italia.
Wu Zonglian(吴宗濂), nome di cortesia Yiqing(挹清), era studente del Guozijian(allievo dell'Accademia Imperiale) e aveva esperienza diplomatica. Nel 1876, entrò nella scuola di lingua di Shanghai e l'anno successivo studiò francese e russo alla Tongwen Guan di Pechino. Dopo la laurea, divenne traduttore francese per la Ferrovia Pechino-Hankou. Più tardi, fu selezionato dal Ministero degli Esteri per assumere diverse posizioni diplomatiche. Nel 1893 partecipò a una conferenza internazionale in Belgio come interprete, guadagnandosi elogi dal re del Belgio per il suo intervento. Nel 1894 e 1895, fu coinvolto in missioni in Europa e nel 1901 fu nominato insegnante di francese a Shanghai. Nel 1905, come Qian Xun, fu nominato consigliere della missione per esaminare le costituzioni occidentali. In seguito, ricoprì vari incarichi diplomatici, tra cui segretario all'Ambasciata di Francia, incaricato d'affari presso l'Ambasciata in Spagna e supervisore degli studenti cinesi in vari paesi. Nel 1909, fu nominato Ambasciatore in Italia.
In generale, gli ambasciatori cinesi di questo periodo avevano esperienze di lavoro nel settore delle riforme o in missioni diplomatiche, o entrambi. Sebbene Xu Jue fosse un rappresentante della vecchia scuola, senza esperienza diretta nelle riforme industriali, si distinse per il suo impegno nelle questioni politiche e il suo pensiero progressista, in particolare nel suo contributo alla lotta contro il commercio dell'oppio e nella risoluzione delle problematiche degli immigrati cinesi negli Stati Uniti. Durante il processo di modernizzazione della Cina, questi ambasciatori mostrarono un diverso grado di supporto, distinguendosi da coloro che erano ancorati a visioni conservatrici. Furono capaci di adattarsi ai tempi, accettando l'educazione moderna e cercando di diventare diplomatici professionisti per mantenere stabili e sviluppare le relazioni sino-italiane.

### Principali contribuzioni
Gli ambasciatori in Italia erano il principale canale ufficiale per la negoziazione tra Cina e Italia. In quanto rappresentanti degli interessi nazionali, svolgevano il loro ruolo nelle trattative tra i due paesi.

#### Difesa della sovranità nazionale
Il periodo finale della dinastia Qing segnò la fase iniziale e lo sviluppo delle prime interazioni internazionali della Cina, inclusi l'adozione di trattati internazionali, l'introduzione di leggi interne e l'assunzione delle prime responsabilità internazionali. Durante questo periodo, il problema della "compensazione per il risarcimento dei danni"（"庚子赔款"） derivante dall'attuazione del Trattato di Pechino del 1901 (《辛丑条约》) e delle relative riparazioni per il risarcimento dei danni divenne un tema centrale nelle trattative tra la Cina e le potenze straniere. Dopo il 1903, con il crollo dei prezzi dell'argento, le potenze straniere iniziarono a chiedere che il risarcimento fosse pagato in oro anziché in argento. Xu Jue fu incaricato di negoziare con l'Italia e propose: "Gli Stati Uniti hanno già accettato di ricevere l'argento, perché l'Italia non segue l'esempio degli Stati Uniti per migliorare i rapporti con la Cina?".Tuttavia, l'Italia rispose che "non era conveniente prendere una posizione contraria a quella di altri paesi" e rifiutò la proposta di Xu Jue. Questo episodio portò Xu Jue a riflettere sul fatto che "l'Italia è una nazione relativamente debole, appena emersa da un lungo periodo di declino, e la sua situazione è molto diversa da quella degli Stati Uniti".

#### Questione dei lavoratori e commercianti cinesi all'estero
Il Trattato di Tianjin (1860) aveva legalizzato l'emigrazione dei lavoratori cinesi, con il risultato che il numero di cinesi all'estero aumentò notevolmente, portando a frequenti trattative con i paesi stranieri. Inizialmente, il governo Qing non riconosceva l'importanza di istituire consolati per proteggere i suoi cittadini all'estero. Solo dopo che iniziarono a verificarsi numerosi abusi nei confronti dei lavoratori cinesi, il governo fu costretto a intervenire. Nel 1873, inviò i funzionari Chen Lanbin e Rong Hong, entrambi studenti in America, a indagare sulla situazione. In seguito al loro rapporto, il governo Qing decise di "istituzionalizzare la presenza di consolati in tutti i paesi per proteggere i cittadini cinesi". Xu Jue e Qian Xun, grazie alla loro esperienza precedente all'estero, erano già ben consapevoli delle problematiche legate ai lavoratori e ai commercianti cinesi. Durante la sua missione negli Stati Uniti, Xu Jue aveva già preso posizione su questa problematica, cercando di tutelare i diritti dei lavoratori cinesi. In una lettera, egli dichiarò che "gli Stati Uniti avevano abrogato il trattato già dal quattordicesimo anno dell'Imperatore Guangxu, e se tale situazione fosse rimasta invariata, le relazioni tra i due paesi ne sarebbero state danneggiate". Durante il suo mandato in Italia, Xu Jue si espresse favorevolmente sull'idea di istituire un consolato a Napoli, nonostante non ci fosse un'esigenza immediata. Sottolineò che Napoli, in quanto città strategicamente situata al sud dell'Italia, avrebbe potuto beneficiare di una rappresentanza consolare per promuovere il commercio e l'immagine della Cina, suggerendo che potesse essere creato un "console onorario". Nonostante la mancanza di una comunità cinese significativa a Napoli, Xu Jue considerò la posizione geografica della città come fondamentale per il futuro sviluppo delle relazioni tra i due paesi.
Qian Xun, durante la sua missione nei Paesi Bassi, aveva accumulato una notevole esperienza nella gestione delle questioni legate ai cinesi all'estero, distinguendo tra lavoratori, commercianti e studenti. Per quanto riguarda i lavoratori, sottolineò l'importanza di stipulare trattati specifici, come il trattato per l'assunzione di lavoratori, e ribadì che "se i trattati non prevedono la possibilità di aprire consolati, non si potranno nemmeno reclutare lavoratori". Durante la sua missione in Italia, si adoperò per proteggere i diritti dei lavoratori cinesi. Nel 1906, durante l'Esposizione Universale del 1906, Huang Gao si impegnò attivamente per proteggere i lavoratori e commercianti cinesi, adoperandosi per salvaguardare l'immagine internazionale della Cina e promuovendo, in una certa misura, una maggiore consapevolezza cinese riguardo agli affari legati all'Esposizione.
Durante l'Esposizione Universale del 1906, l'ambasciatore Huang Gao, come i suoi predecessori, si dedicò alla protezione dei commercianti e dei lavoratori cinesi, contribuendo anche a rafforzare la comprensione della Cina riguardo agli eventi internazionali come le fiere mondiali.

#### Proposte proattive e suggerimenti
Caratteristiche dell'epoca della Cina: "salvare la nazione e preservare la sua esistenza". I diplomatici inviati all'estero, in qualità di rappresentanti ufficiali, risiedevano all'estero, offrendo alla Cina moderna una finestra ufficiale per osservare l'Occidente. Grazie alla loro posizione speciale, i diplomatici cinesi erano in grado di osservare i sistemi politici, le condizioni economiche, le abitudini culturali dell'Italia, e, soprattutto, di sviluppare una comprensione più acuta delle dinamiche internazionali e delle relazioni internazionali. Inoltre, essendo fisicamente presenti nel paese, avevano un accesso più diretto alle informazioni sull'Italia, che potevano trasmettere prontamente alla loro patria, permettendo al governo Qing di comprendere meglio l'Italia e gestire le relazioni bilaterali in modo più informato. Dopo la guerra dei Boxer del 1900, per preservare il suo potere, l'Imperatrice Cixi introdusse alcune "riforme" tra il 1901 e il 1905. Sebbene le "riforme" non fossero innovative e alla fine fallirono, durante questo periodo il governo Qing riuscì ad assorbire alcuni suggerimenti, facendo progressi nel comprendere e apprendere dall'Occidente, un processo al quale contribuirono anche i diplomatici all'estero.
Xu Jue si concentrò in particolare sull'economia italiana. "L'Italia, pur essendo una nazione di seconda classe in Europa, occupa una posizione strategica e in futuro il commercio dovrà certamente prosperare." Durante il suo soggiorno, tradusse opere come Esame della Finanza Italiana, Le Dogane e le Tasse Italiane, Le Monografie sul Tabacco in Italia, e la Raccolta dei Regolamenti sul Debito Pubblico Italiano. In quel periodo, il governo Qing affrontava la realtà di un bilancio vuoto e gravi difficoltà finanziarie a causa delle enormi indennità imposte dopo la Guerra dei Boxer. Questi libri non solo permettevano al governo Qing di prendere spunto dalle esperienze italiane, ma contribuivano anche a una conoscenza più approfondita dell'Italia da parte della popolazione cinese.
Qian Xun, durante la sua permanenza a Roma, prestò particolare attenzione alla situazione fiscale italiana. Inoltre, osservò anche aspetti legati all'esercito (in particolare alla marina), alla politica e alla legge. Nelle sue memoriali, come Relazione sulle difficoltà fiscali italiane, Relazione sul sistema fiscale italiano e Relazione sulle imposte e tariffe italiane, si può osservare il suo interesse per il sistema fiscale, dovuto alle difficoltà fiscali che l'Italia aveva affrontato per oltre quarant'anni. Durante il periodo di Qian Xun, l'Italia aveva iniziato a risanare la sua situazione fiscale sostituendo i vecchi titoli di stato con titoli a basso interesse, un processo che stimolò Qian Xun a suggerire al governo Qing di adottare misure simili.
Nel 1906, dopo che l'Italia, insieme ad altre potenze come Inghilterra, Stati Uniti e Giappone, propose nuovi trattati commerciali e nuove tariffe doganali al governo Qing in base ai termini del Protocollo dei Boxer, le trattative si rivelarono difficili e si conclusero con un fallimento. Tuttavia, questi negoziati segnarono un punto di svolta, facendo comprendere al governo Qing che le promesse di benefici da parte delle potenze occidentali erano in realtà manovre per perpetuare i loro privilegi. Nel 1909, Qian Xun, indagando sulle tariffe doganali italiane sui prodotti cinesi, notò che la revisione dei trattati doganali era un passo necessario per un accordo più equilibrato. La Cina, pur essendo lontana dall'ottenere l'autonomia fiscale, stava già gettando le basi per futuri negoziati e modifiche ai trattati, contribuendo anche a una distensione nelle relazioni sino-italiane e a una comprensione reciproca.
In memoriali come Separazione tra politica e religione e Diplomazia e opinione pubblica, Qian Xun sottolineò che la Cina doveva affrontare prima di tutto la separazione tra politica e religione e permettere la libertà religiosa. Riteneva che l'educazione fosse fondamentale per l'implementazione di un sistema costituzionale e che la libertà religiosa fosse un segno di progresso. Sebbene fosse favorevole alla libertà religiosa, osservava anche che questa non dovesse intromettersi nella politica. Le sue idee erano particolarmente avanzate per l'epoca. In opere come Proposta sulla Costituzione Italiana e Codice Civile Italiano, egli esplorò le leggi italiane, lodando l'Italia per la sua compatibilità con i sistemi orientali, suggerendo che il governo Qing avrebbe potuto ispirarsi al modello italiano per la sua futura costituzione.
Qian Xun fece anche ricerche approfondite sulle religioni in Cina e, durante il suo soggiorno in Italia, compilò documenti come La situazione della religione cattolica in Cina e Le varie sette protestanti in Cina, che furono utilizzati dal governo come riferimento nelle decisioni politiche. Inoltre, in memoriali come La Marina Italiana e Relazione sulla Marina Italiana, descrisse in dettaglio la potenza navale dell'Italia, confrontandola con quella di altre nazioni europee.
Qian Xun menzionò anche nella sua Relazione sulla vestizione e l'abbigliamento tradizionale che, a partire dalla metà della dinastia Qing, l'adozione di abiti occidentali tra gli studenti che studiavano all'estero divenne sempre più comune. Durante il suo mandato come diplomatico in Italia, osservò come i diplomatici italiani chiedessero di adattarsi al loro stile di abbigliamento. Nel 1910, l'ambasciatore Wu Zonglian suggerì al governo Qing di adottare un abbigliamento diplomatico in linea con quello delle altre nazioni, per evitare che la Cina fosse vista come anacronistica. Il governo Qing accettò il suggerimento e iniziò a prendere in considerazione il cambiamento dell'abbigliamento diplomatico per migliorare la propria immagine internazionale.

#### Partecipazione ad affari internazionali

##### I. Promozione della Partecipazione alle [Esposizioni Universali
Dopo il 1900, la comprensione delle Esposizioni Universali da parte della società civile cinese si approfondì ulteriormente, e il governo Qing iniziò a prestare maggiore attenzione alla promozione degli scambi commerciali e alla costruzione di legami internazionali. Nel 1905, il governo Qing emanò il Regolamento per la Partecipazione alle Esposizioni Universali, il primo regolamento cinese sulle fiere internazionali. Con il continuo rafforzamento degli scambi tra Cina e Occidente, il governo Qing divenne sempre più consapevole delle differenze tra le due civiltà. Nel 1906, la Cina partecipò all'Esposizione Universale di Milano, seguita nel 1911 dall'Esposizione di Torino, entrambe sotto l'attenzione del governo Qing. I diplomatici cinesi in Italia svolsero un ruolo attivo nel sostenere la partecipazione, nell'analizzare i vantaggi e gli svantaggi e nell'organizzare la presentazione dei prodotti cinesi, negoziando con i paesi ospitanti, proteggendo gli interessi dei commercianti cinesi e gestendo i fondi. Durante la fiera, un incendio causò gravi danni alle merci di alcuni commercianti cinesi, ma Huang Gao intervenne, trovando soluzioni pratiche, come l'organizzazione della vendita dei beni rimanenti e l'erogazione di prestiti per i commercianti, al fine di garantire il loro ritorno in Cina. Grazie a questa partecipazione, la Cina ottenne riconoscimenti internazionali, dimostrando al mondo il proprio progresso.
Nel 1911, Torino ospitò una nuova Esposizione Universale. Nel 1907, il governo italiano aveva invitato la Cina a partecipare, ma il governo Qing, impegnato in gravi difficoltà interne, aveva inizialmente rifiutato l'invito. Tuttavia, sotto la guida del diplomatico Wu Zonglian, che promosse attivamente la partecipazione, la Cina decise infine di partecipare. Durante la preparazione, si fece attenzione a evitare la presentazione di oggetti che riflettessero usanze arcaiche, come scarpe tradizionali cinesi, pipe e illustrazioni oscene. I prodotti esposti includevano ceramiche di Jiangxi, smalti di Pechino, abbigliamento di Shanghai, vetri di Shandong, seta e ricami, nonché risultati scolastici in lingua straniera degli studenti cinesi e progetti navali prodotti dai cantieri di Shanghai. In questa esposizione, la Cina ottenne oltre duecento premi, ottenendo un ampio riconoscimento internazionale e contribuendo al rafforzamento dei legami tra la Cina e l'Occidente.

##### II. Partecipazione all'Istituto Internazionale di Agricoltura
La Cina ha da sempre dato grande importanza all'agricoltura, e nella sua lunga storia ha prodotto numerosi miracoli agricoli. Tuttavia, nel periodo moderno, l'agricoltura cinese si trovò a un certo punto in ritardo rispetto all'Occidente, subendo anche gravi colpi. Pertanto, il governo Qing decise di rispondere a questa situazione, iniziando a studiare le tecnologie agricole occidentali e a partecipare a conferenze e organizzazioni internazionali per promuovere la modernizzazione dell'agricoltura. L'Istituto Internazionale di Agricoltura, noto anche come Istituto Agrario Internazionale o Istituto Permanente di Agricoltura, fu il primo organismo internazionale intergovernativo a trattare le questioni agricole, precursore della FAO (Organizzazione delle Nazioni Unite per l'Alimentazione e l'Agricoltura). All'inizio, il Ministero degli Affari Esteri della Cina esitò riguardo alla decisione di aderire, poiché, sebbene la modernizzazione agricola fosse una parte cruciale delle riforme, c'era una carenza di esperti in agronomia. Tuttavia, Xu Jue, il diplomatico cinese in Italia, dopo aver esaminato la questione, inviò un telegramma al Ministero degli Affari Esteri dicendo che "questa iniziativa ha un impatto più sul rafforzamento delle relazioni internazionali che sulla pratica agricola". Alla fine, il governo Qing decise di aderire. Questo atto contribuì ad ampliare le attività diplomatiche cinesi. Nel 1906, il Giornale Internazionale sottolineò l'importanza di tale adesione, dicendo che "l'istituto non riguarda solo l'agricoltura, ma anche il commercio", e pur con un impatto limitato sull'agricoltura stessa, la partecipazione contribuì a migliorare l'immagine internazionale della Cina e a rafforzare le relazioni sino-italiane.

##### III. Partecipazione alla Convenzione Universale delle Poste
L'Unione Postale Universale (UPU) ha avuto origine nel 1874, quando 22 paesi firmarono il Trattato di Berna, creando il Unione Postale Generale. Nel 1878, durante la seconda conferenza tenutasi a Parigi, il nome fu cambiato in Unione Postale Universale. L'obiettivo dell'UPU è "creare un sistema postale internazionale che permetta lo scambio di corrispondenza tra i vari paesi", "organizzare e migliorare i servizi postali internazionali e facilitare la cooperazione internazionale in questo ambito", e "fornire assistenza tecnica alle nazioni membri nel campo postale". La Cina fu invitata a partecipare come osservatore alle conferenze che si svolsero nel 1897 e nel 1906 a Washington e Roma. Durante la sesta conferenza di Roma, Huang Hao, il diplomatico cinese in Italia, e He Chengxian, vice responsabile delle dogane, parteciparono. Huang Hao, durante il suo discorso, espresse gratitudine per l'invito e illustrò le condizioni di sviluppo della Cina e le sue difficoltà, ricevendo ampi consensi dai rappresentanti degli altri paesi. Come osservato da Huang, la Cina aveva fatto notevoli progressi nelle comunicazioni postali: "All'epoca, la Cina aveva uffici postali solo nei porti commerciali e nelle aree circostanti, ma ora sono diffusi in 18 province e nelle tre province nordorientali, con oltre 430 uffici principali e più di 1.190 uffici distaccati". Questa partecipazione aprì la strada all'adesione della Cina alla Convenzione Universale delle Poste nel 1914.

## Valutazioni degli studiosi
Il noto studioso di cultura italiana e professore di storia presso l'Università di Henan, Xin Yi, ha affermato che Xu Jue, come diplomatico, ha dimostrato un atteggiamento di "ricerca della verità dall'Occidente". Xu ha supervisionato la traduzione di numerose opere riguardanti lo sviluppo economico della società capitalista italiana, fornendo non solo un riferimento prezioso per le riforme economiche del governo Qing, ma anche un contributo significativo alla diffusione della cultura italiana in Cina. Influenzato dalla sua esperienza come inviato, il pensiero conservatore di Xu Jue iniziò a subire alcune trasformazioni. Questi cambiamenti riflettono il processo evolutivo della comprensione del mondo esterno da parte degli intellettuali tradizionali cinesi.